# Халеева, Алиса
Алиса Халеева (азерб. Alisa Xaleyeva; род. 26 сентября 1978, Баку) — азербайджанская пловчиха, участница летних Олимпийских игр 2000 года в Сиднее.

## Биография
Алиса Халеева родилась 26 сентября 1978 года в городе Баку.
В марте 2000 года принимала участие на 5-м чемпионате мира по плаванию на короткой воде в Афинах. На этом турнире в состязаниях на 50 м баттерфляем с результатом 32.06 секунд Халеева заняла 30-е место, а на следующий день в состязаниях на 50 м свободным стилем с результатом 29.54 секунд заняла 28-е место.
В сентябре этого же года представляла Азербайджан на соревнованиях по плаванию на летних Олимпийских играх в Сиднее. Халеева стала первой женщиной-пловцом, представлявшей Азербайджан на Олимпийских играх.
На Олимпиаде в Сиднее Халеева состязалась в плавании на 50 м свободным стилем. Проплав дистанцию за 28.79 секунд, Халеева заняла в квалификации 59-е место среди 74 участниц и не прошла в финал.